# Чубін Антон Юхимович
Антон Юхимович Чубін (нар. 20 грудня 1914, Малософіївка — пом. ?) — український скульптор і педагог; член Спілки радянських художників України.

## Біографія
Народився 20 грудня 1914 року в селі Малософіївці (нині Кам'янський район Дніпропетровської області, Україна). 1939 року закінчив Київський художній інститут, де його викладачами були зокрема Макс Гельман, Жозефіна Діндо, Леонід Шервуд.
Після німецько-радянської війни викладав у Одеському художньому інституті. Серед учнів: Петро Кравченко, Зоя Ломикіна, Аркадій Мацієвський, Давид Фішер, Владислав Щербина.
Жив в Одесі, в будинку на вулиці Подбєльського, № 33, квартира 27.

## Творчість
Працював в галузі станкової та монументальної скульптури. Серед робіт: 
скульптура
- портрет художника Євгена Буковецького (1947, гіпс тонований);
- портрет художника Михайла Божія (1954);
- «Яна» (1957, гальванопластика);
- «Гірник» (1957, гіпс тонований);
- портрет коваля О. Романова (1960, гіпс тонований);

пам'ятники
- Макарові Мазаю в Жданові (1948, бронза, граніт);
- адміралу Ушакову в Херсоні (1957, бронза, граніт; у співавторстві з Петром Кравченком);
- Феліксу Дзержинському в Одесі (1963, бронза, граніт; архітектор В. Мусаров).

Брав участь у республіканських виставках з 1947 року. 